# Selección femenina de waterpolo de Cuba
La Selección femenina de waterpolo de Cuba es el equipo nacional que representa a Cuba en las competiciones internacionales de polo acuático para mujeres.
En el 2019 participará en los Juegos Panamericanos de Lima 2019. En el 2019 participó en el Campeonato Mundial de Gwangju.